# Martín de Goiti
Martín de Goiti († 1574 in Manila) war ein spanischer Konquistador und der Stadtgründer Manilas.
Goiti war ein in Mexiko geborener Konquistador baskischer Abstammung, der Miguel López de Legazpi ab 1565 bei der Eroberung der Philippinen begleitete.
1569 führte er im Auftrag Legazpis eine Expedition nach Manila, wo er in Kämpfe mit dem muslimischen König Rajah Sulayman verwickelt wurde und dessen Tagalog-Reich unterwarf.
Nachdem Goiti am 8. Mai 1570 in der Bucht von Manila auf Luzon an Land gegangen war und eine Allianz mit lokalen Muslimführern gescheitert war, marschierte er mit seiner 300 Mann starken Streitmacht, die überwiegend aus Tlaxcalteken bestand, nach Tondo, wo er eine große Übermacht muslimischer Truppen besiegte. Die Gefangenen wurden großteils massakriert, es sei denn, sie akzeptierten die spanische Herrschaft.
Gemeinsam mit Juan de Salcedo überquerte er den Pasig und eroberte am 6. Juni 1570 Manila, welches er bis auf die Grundfesten niederbrannte. Die Ureinwohner zogen sich zurück und lieferten den Spaniern in der Folge einen Guerilla-Krieg. Goiti verschanzte sich über zehn Monate in der Festung Fuerza de Santiago, deren Grundmauern man heute noch in Intramuros sehen kann.
Nachdem auch Legazpi in Manila eingetroffen war, handelte dieser 1571 einen Friedensvertrag aus.
Goitis Eroberung legte den Grundstein für die heutige Hauptstadt Manila und machte eine spanische Besiedelung der Philippinen möglich. Von 1571 bis 1573 erforschte er Pampanga und Pangasinan und gründete zahlreiche Städte auf Luzon. Er vermittelte die Einheirat seiner Schwester in die führende einheimische Familie Dula und gilt daher als Stammverwandter der auf diese Verbindung zurückgeführten Träger des geläufigen philippinischen Familiennamens Dulay.
1574 wurde die Fuerza de Santiago von 3000 chinesischen Piraten unter Führung Lim ah hongs belagert. Goiti wurde bei der Verteidigung der Stadt getötet. Erst 1575 konnte Juan de Salcedo die Stadt zurückerobern und die chinesischen Piraten von den Philippinen vertreiben.
Seine letzte Ruhestätte befindet sich in der San Agustín Kirche in Intramuros, Manila.

## Referenzen
- Morga, Antonio de. (2004). The Project Gutenberg Edition Book : History of the Philippine Islands - 1521 to the Beginning of the XVII century. Band 1 und 2.
- Legazpi, Don Miguel López de. (1564–1572). Cartas al Rey Don Felipe II : sobre la expedicion, conquistas y progresos de las islas Felipinas. Sevilla, España.